# Palais Giustiniani
Le palais Giustiniani (en italien, Palazzo Giustiniani) est un édifice de Rome, qui abrite notamment la résidence du président du Sénat de la République Italienne.

## Historique
Au XVIe siècle, le bâtiment situé sur cette parcelle est la propriété de la famille Vento. Il pourrait avoir été construit à l'initiative de Francesco Vento, par l'architecte Giovanni Fontana. Il est vendu le 4 juillet 1590 à Giuseppe Giustiniani, un riche marchand génois. Son fils Benedetto acquiert les parcelles environnante pour les adjoindre au palais d'origine. À la mort de leur père, Benedetto et son frère Vincenzo Giustiniani hérite du bâtiment. Le premier habite au rez-de-chaussée et le second au deuxième étage. Ce dernier y accumule une grande collection d'antiques et de tableaux. Il occupe tout le palais à la mort de son frère en 1621. Vincenzo Giustiniani meurt à son tour en 1638. Son fils adoptif Andrea Giustiniani Banca hérite de la maison. Il entreprend en 1650 d'importants travaux destinés à unifier l'ensemble des propriétés de la parcelle, qui s'étend progressivement jusqu'à la Piazza della Rotonda et le Panthéon. Il fait appel pour cela à Francesco Borromini. Les travaux sont poursuivis par sa femme Maria Pamphilij et son fils Carlo Benedetto.

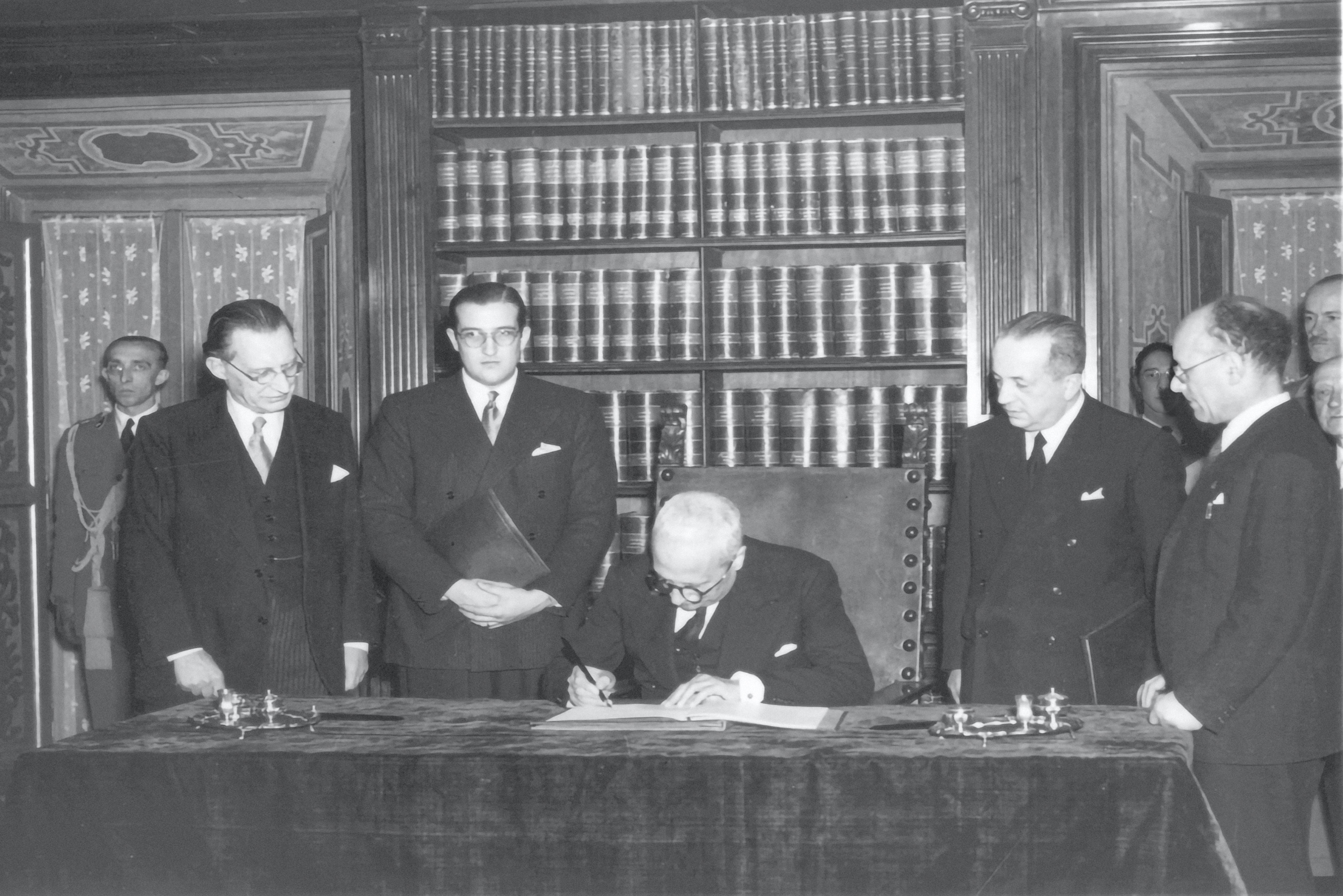
Cérémonie de signature de la constitution le 27 décembre 1947 au sein du palais Giustiniani.

Dans le courant du XVIIIe siècle, le palais est cité par de nombreux guides de la ville de Rome et de nombreux visiteurs viennent y voir les collections d'antiques. Le bâtiment est cependant mal entretenu et la famille connait des difficultés financières. Au début du XIXe siècle, la collection d'œuvres d'art commence à être dispersée : Lucien Bonaparte acquiert six tableaux en 1804 dont Le Massacre des Innocents de Nicolas Poussin. Le reste est envoyé à Paris en 1807 puis acquis en bloc par le roi de Prusse Frédéric-Guillaume III en 1812-1815. Le bâtiment se dégrade progressivement dans le courant du siècle et il est loué à différents personnes et institutions. C'est le cas notamment de la représentation diplomatique de la Russie tsariste au milieu du siècle.
En 1901, il devient le siège de la franc-maçonnerie italienne. Le Grand Orient d'Italie l'acquiert en 1911. En 1925, les loges maçonniques sont supprimées par Mussolini et leurs biens confisqués. Le palais est alors attribué au Sénat. Le 27 décembre 1947, la Constitution de la République italienne est signée sur place, dans la bibliothèque, par le président Enrico De Nicola. En 1988, l'ensemble du bâtiment est dévolu au Sénat : outre les appartements privés du président de la chambre haute, il abrite les bureaux des sénateurs à vie ainsi que des services administratifs.

## Description
Parmi les nombreuses pièces, se trouvent :
- la cour : contient de nombreux marbres antiques disposés sur place au XVIIe siècle, ainsi qu'une fontaine en marbre surmontée des armes du pape Pie IX ;
- le grand escalier d'honneur : il est décoré de marbres antiques, ainsi que de bustes d'empereurs datés du XVIIe siècle. Au premier étage, se trouve une plaque rappelant le séjour sur place du tsar Nicolas Ier lors de sa visite au pape Grégoire XVI en 1845 ;
- la salle des présidents : contient une grande bibliothèque et sert de salle de conférence ;
- la salle d'étude : salle de consultation des archives historiques du Sénat, elle donne, par deux balcons, sur la place du Panthéon ;
- la salle Zuccari : une des plus anciennes du palais, décorée de fresques, datées de 1586-1587, autrefois attribuée à Federico Zuccari. Elles sont en réalité l'œuvre de Antonio Tempesta et Pietro Paolo Bonzi. Elles ont pour thème les épisodes de la vie de Salomon ;
- la salle rouge : pièce de réception du président du Sénat, qui doit son nom à la couleur du mobilier ;
- la salle des miroirs : décorée de miroirs datés du XVIIIe siècle ;
- salle de la constitution, au deuxième étage : lieu de la signature de la Constitution italienne, elle abrite une bibliothèque comportant un étage accessible par un escalier en colimaçon.